# Nkolnguet (Mbalmayo)
Pour les articles homonymes, voir Nkolnguet.
Nkolnguet est un village du Cameroun situé dans le département du Nyong-et-So'o et la région du Centre. Il fait partie de la commune de Mbalmayo.

## Population

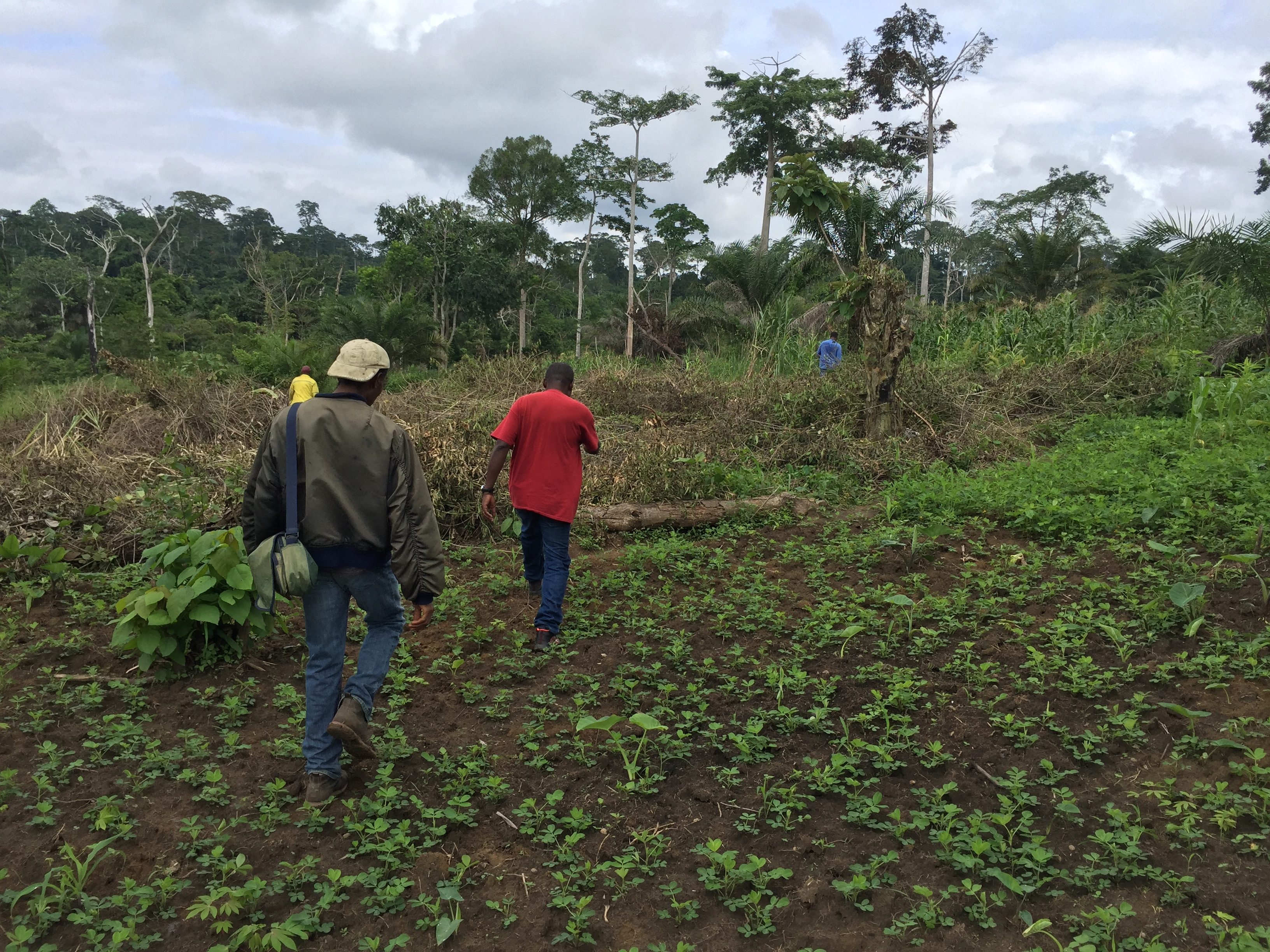
Inspection des champs à l'est de Nkolnguet

En 1963, Nkolnguet comptait 307 habitants, principalement des Bané. Lors du recensement de 2005, on y a dénombré 840 personnes.